# Lesotho i olympiska sommarspelen 1972
Lesotho deltog med en deltagare vid de olympiska sommarspelen 1972 i München. Landets deltagare erövrade ingen medalj.